# Barrio Sur (Montevideo)
El Barrio Sur es uno de los 62 barrios oficialmente reconocidos de Montevideo (Uruguay). Ubicado en la zona sur, es uno de los primeros barrios extramuros de la ciudad.
Comprendido en el Municipio B del Departamento de Montevideo, limita al norte con el Centro, al este con Palermo, al oeste con la Ciudad Vieja, y al sur con la Rambla Sur a las costas del Río de la Plata. Es junto al vecino barrio de Palermo, el sitio donde tienen lugar gran parte de las festividades del Carnaval uruguayo, ya que por sus calles se realiza el Desfile de llamadas.

## Historia

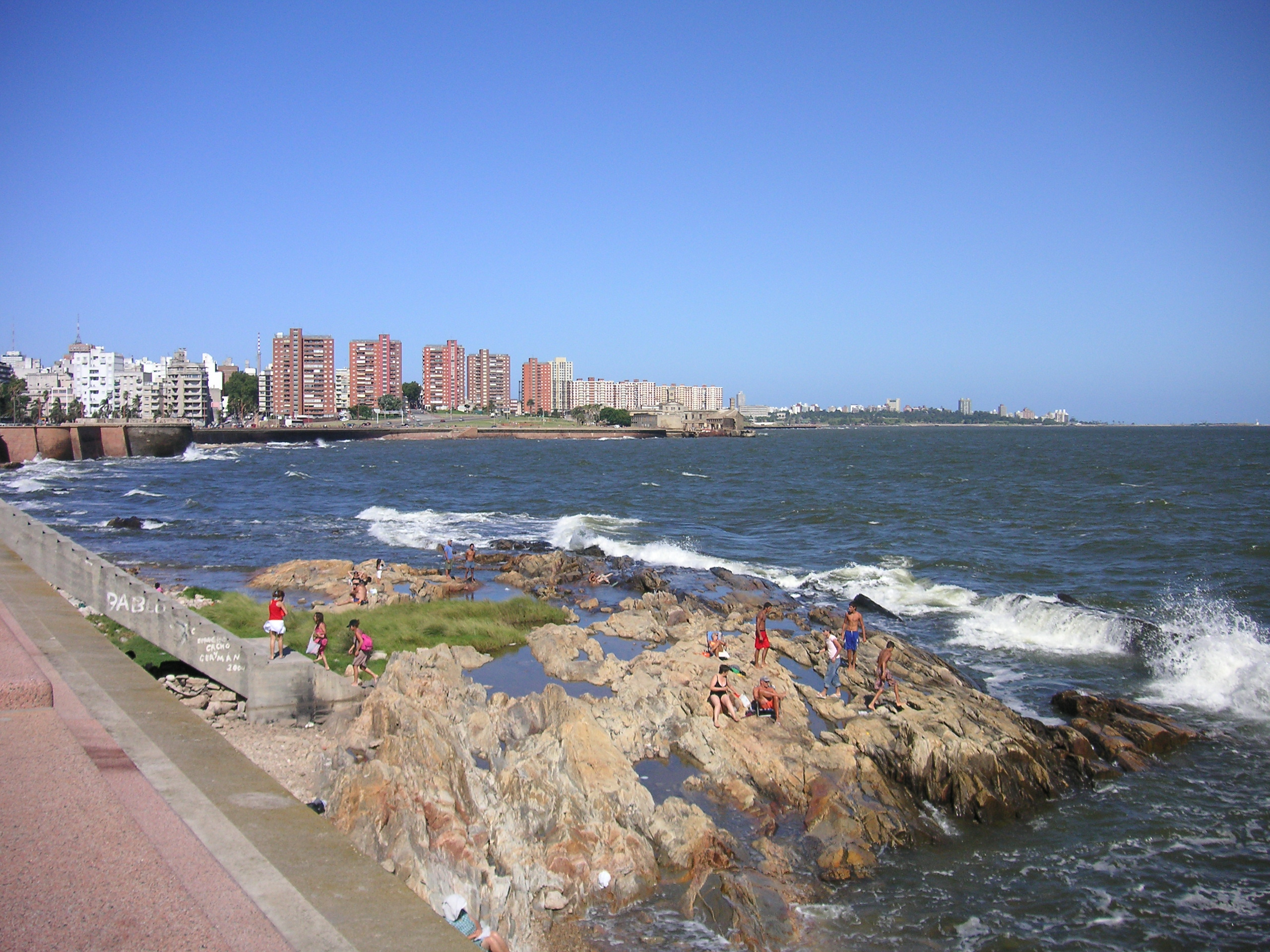
La Rambla en el Barrio Sur.

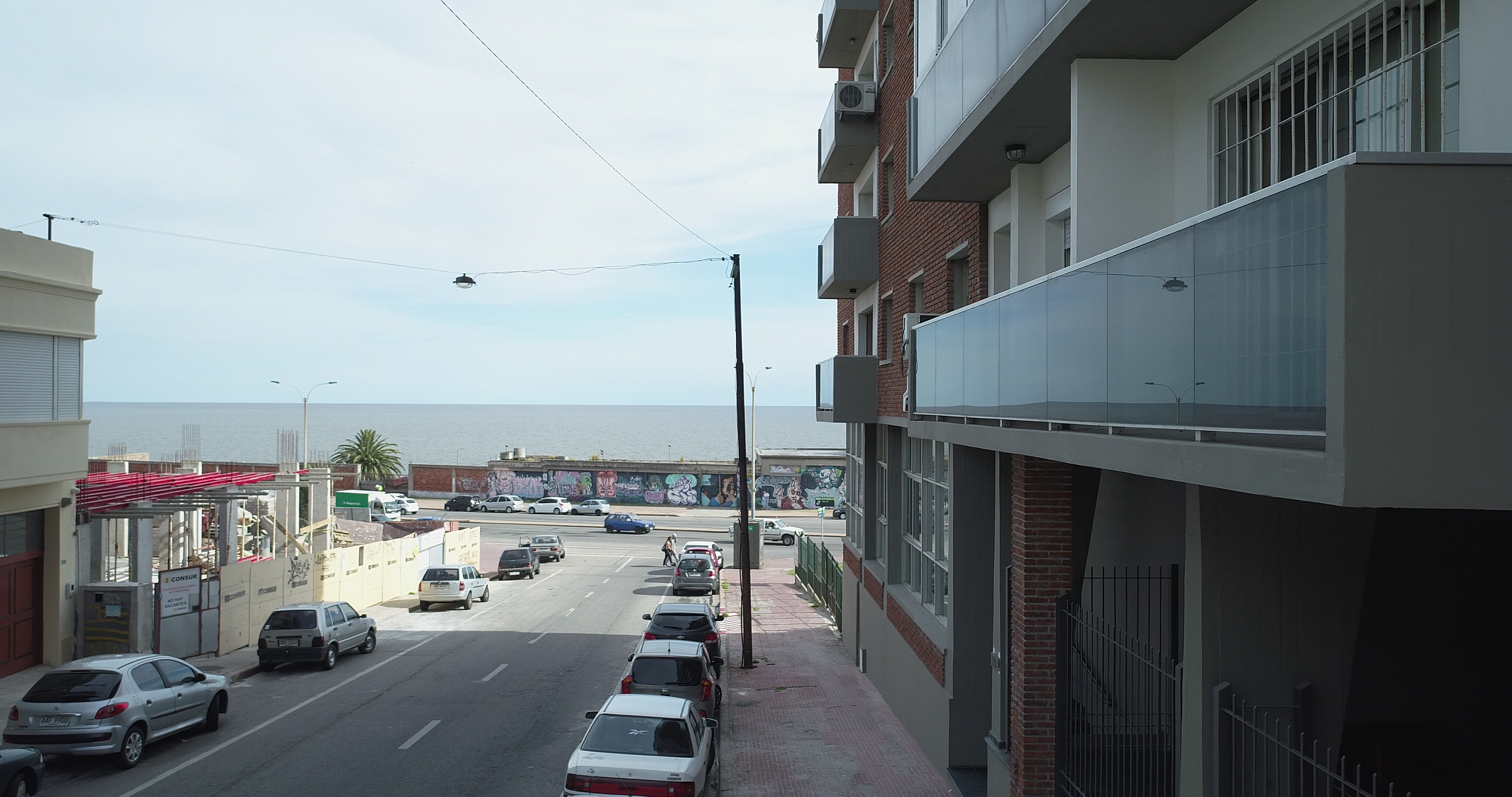
Esquina de Durazno y Convención. Montevideo

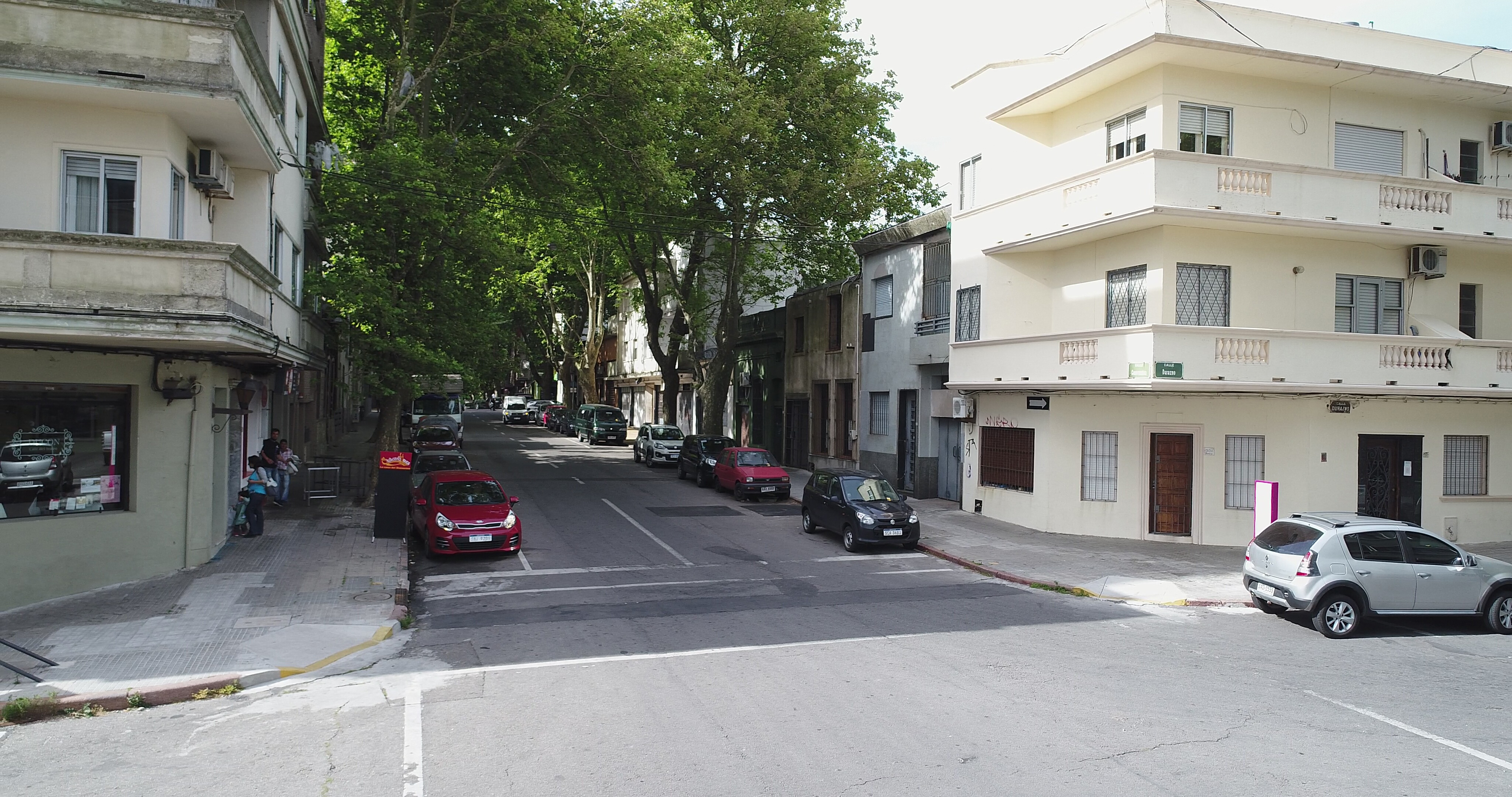
Esquina de Durazno y Convención. Montevideo

La zona que actualmente ocupa el barrio comenzó a ser poblada en la primera mitad del siglo XIX debido al derrumbe de las fortificaciones de la ciudad. En 1835 se inauguró el Cementerio Central de Montevideo lo que contribuyó a que se la asociara a bajas condiciones de vida. 
El barrio fue residencia de un gran número de afrouruguayos que tras la abolición de la esclavitud en 1842 fueron liberados y se establecieron en viviendas colectivas denominadas conventillos, y entre los que destaca el Mediomundo.De esta forma preservaron sus rituales religiosos y la práctica de los cantos y danzas, lo que derivó en el nacimiento del candombe y en la identificación del barrio con la cultura afrouruguaya.
A partir de la segunda mitad del siglo XIX y hasta las primeras décadas del siglo XX, se afincaron en la zona una gran cantidad de inmigrantes procedentes de Europa, principalmente italianos y españoles, así como judíos de diferentes países.Esto generó que el barrio se convirtiera en un crisol de culturas de diferentes partes del mundo.
Un rincón desaparecido de este barrio es El Bajo, zona –que también abarcaba parte de Ciudad Vieja, con la calle Yerbal– caracterizada por la presencia de prostíbulos, lugares de juego clandestino y otros vicios. En la década de 1930 fue demolido para dar lugar a la construcción de la  Rambla Sur; la playa existente removida y su masa de agua desplazada, razón por la cual gran parte del barrio es terreno ganado al mar.
En la década de 1970 el histórico Conventillo Mediomundo fue demolido durante la dictadura cívico militar, y sus habitantes reubicados en otros puntos de la ciudad.

## Sitios de interés

### Plazas y parques

#### Plazoleta Medellín
Nombrada en honor a la ciudad donde falleció el cantante y compositor de tango Carlos Gardel –que habitó el barrio en su juventud– cuenta con un monumento a este inaugurado en 1967.

#### Plaza República Argentina
Está ubicada en la confluencia de la Rambla Sur y la calle Ciudadela, frente al terreno del Dique Mauá.Presenta canchas deportivas y espacio para la realización de diferentes eventos como exhibiciones de arte. En 2022 la circunvalación de la plaza fue denominada en honor al presidente argentino Raúl Alfonsín por la Junta Departamental de Montevideo.

### Otros sitios de interés

#### Peatonal Curuguaty
También conocida como «Peatonal del Candombe», forma parte del circuito histórico del barrio puesto que conserva su antiguo empedrado y gran parte de construcciones originales que datan del siglo XIX. Trazada de tal manera que forma una manzana triangular, inicia en la Plazoleta Medellín y se extiende hasta la intersección de las calles Héctor Gutiérrez Ruiz y José María Roo. A lo largo de ella y en sus alrededores –como en la Calle Carlos Gardel– tienen sede diferentes organizaciones y centros culturales vinculados con la cultura afrouruguaya.

#### Dique Mauá

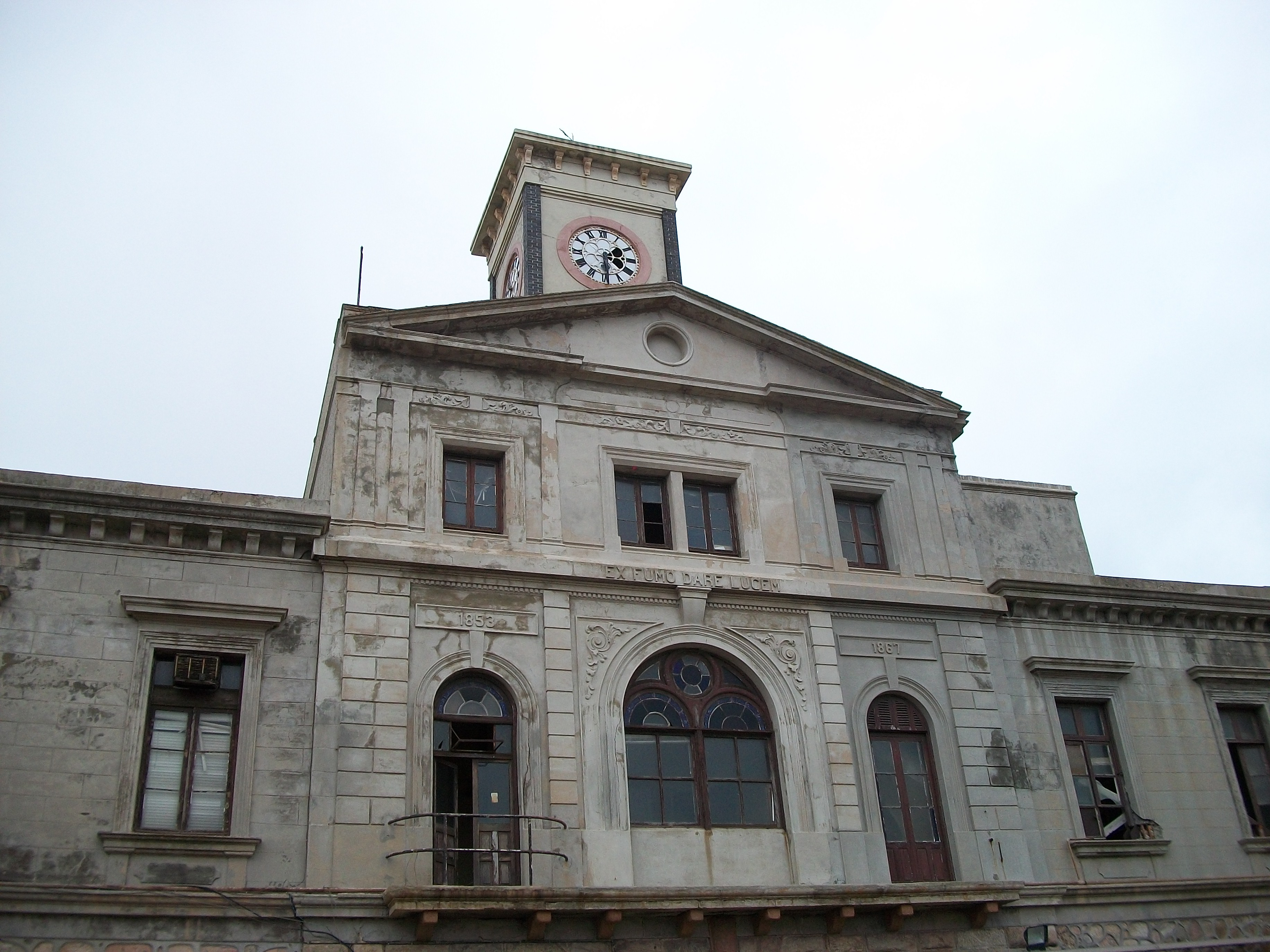
Edificio de la Compañía de Gas

Construido en 1872, se trata del primer dique seco de la región del Río de la Plata.Erigido junto a la antigua Compañía de Gas que se encargaba de producir la iluminación pública a finales del siglo XIX.En 1979 pasó a manos de la Armada Nacional.

## En la cultura popular
La intersección de las calles Durazno y Convención, ubicada en la zona oeste del barrio, da nombre a la canción del cantautor Jaime Roos, quien vivió allí durante su juventud. A su vez, en el videoclip oficial fue rodado en distintas partes del barrio.